# Sky Lopez
Sky Lopez (født 23. december 1975 i Stillwater, Minnesota) er en tidligere amerikansk pornomodel, som nu er Hiphop musiker. Hun kaldes også ofte blot Sky.
Siden hun begyndte i pornoindustrien i 1999, har Lopez både instrueret og spillet med i pornofilm og været Vivid Girl.
På trods af hendes popularitet og hendes status som en af de mest eksotiske modeller i industrien besluttede Sky Lopez at trække sig tilbage i 2005. 

## Eksterne links
- Sky Lopez på MySpace
- Sky Lopez på Internet Movie Database (engelsk)
- Sky Lopez på The Movie Database (engelsk)
- Sky Lopez på Adult Film Database (engelsk)
- Sky Lopez på Internet Adult Film Database (engelsk)